# Куйбишевська АТЕЦ
Куйбишевська атомна теплоелектроцентраль (рос. Куйбышевская АЭС/АТЭЦ) була запланованою атомною електростанцією в Росії. Вона мала розташовуватися біля села Кольсотово нинішньої Самарської області. Водночас електростанція мала забезпечити теплом сусідні міста. Проект електростанції було скасовано наприкінці 1980-х років.

## Історія та технічна інформація
Обговорення планів будівництва атомної електростанції почалося в червні 1980 року після спільної постанови ЦК КПРС і Ради Міністрів СРСР про активізацію розвитку атомної енергетики в СРСР і будівництво нових атомних електростанцій. Тоді ж була видана окрема постанова Ради Міністрів «Про розвиток атомної енергетики в СРСР на 1981-1985 роки і на період до 1990 року», яка містила наказ Міністерству енергетики та електрифікації СРСР про будівництво в Куйбишевській області АЕС потужністю 4—6 ГВт. Електростанція в цьому місці повинна була компенсувати дефіцит тепла в 2900 Гкал/год, який мав виникнути до 2000 року.
Передбачалося встановити два реактори ВВЕР-1000/320 зі спеціальною турбіною, яка б дозволяла відбирати тепло з пари для доставки тепла на прилеглі території по трубопроводах. Обидва реактори повинні були мати загальну електричну потужність 950 МВт і чисту 900 МВт. Електроенергія в цих типах реакторів мала бути лише побічним продуктом, але не незначним.

### Скасування проекту
Однак проект АЕС так і не просунувся вперед, оскільки в квітні 1986 року сталася аварія на Чорнобильській АЕС і ставлення до атомної енергетики в Радянському Союзі дуже швидко змінилося. Крім того, наприкінці 1980-х років країна переживала серйозні економічні проблеми. З цієї причини, незважаючи на відсутність тепла, проект атомної електростанції в сьогоднішній Самарській області був скасований наприкінці 1980-х років, як і аналогічні проекти, такі як Мінська атомна електростанція та Свердловська атомна електростанція.

## Інформація про реактори
| Реактор    | Тип реактора  | Продуктивність | Продуктивність | Початок будівництва                                | Підключення до мережі                              | Введення в експлуатацію                            | Закриття |
| Реактор    | Тип реактора  | Нетто          | Брутто         | Початок будівництва                                | Підключення до мережі                              | Введення в експлуатацію                            | Закриття |
| ---------- | ------------- | -------------- | -------------- | -------------------------------------------------- | -------------------------------------------------- | -------------------------------------------------- | -------- |
| Куйбишев-1 | ВВЕР-1000/320 | 900 МВт        | 950 МВт        | План будівництва скасовано наприкінці 1980-х років | План будівництва скасовано наприкінці 1980-х років | План будівництва скасовано наприкінці 1980-х років |          |
| Куйбишев-2 | ВВЕР-1000/320 | 900 МВт        | 950 МВт        | План будівництва скасовано наприкінці 1980-х років | План будівництва скасовано наприкінці 1980-х років | План будівництва скасовано наприкінці 1980-х років |          |
| Куйбишев-3 | ВВЕР-1000/320 | 900 МВт        | 950 МВт        | План будівництва скасовано наприкінці 1980-х років | План будівництва скасовано наприкінці 1980-х років | План будівництва скасовано наприкінці 1980-х років |          |
| Куйбишев-4 | ВВЕР-1000/320 | 900 МВт        | 950 МВт        | План будівництва скасовано наприкінці 1980-х років | План будівництва скасовано наприкінці 1980-х років | План будівництва скасовано наприкінці 1980-х років |          |